# Жасмін Альхальді
Жасмін Альхальді (20 червня 1993) — філіппінська плавчиня.
Учасниця Олімпійських Ігор 2012, 2016 років.
Призерка Ігор Південно-Східної Азії 2013, 2015, 2017, 2019 років.